# Puerto de Casablanca

El Puerto de Casablanca (en árabe: ميناء الدار البيضاء) se refiere a los equipamientos colectivos y terminales que llevan a cabo funciones de manejo del comercio marítimo en los puertos de Casablanca y que manejan las exportaciones en esa ciudad. El puerto se encuentra cerca de la mezquita de Hassan II, en el país africano de Marruecos. 
El puerto de Casablanca es considerado como uno de los puertos artificiales más grandes de Marruecos y del mundo, aunque el puerto de Tánger-Med al norte de Marruecos es un puerto de carga situado a unos 40 km de Tánger, es el mayor puerto del Mediterráneo, de Marruecos y en África por su capacidad, y entró en servicio en julio de 2007. Su capacidad inicial fue de 3,5 millones de contenedores de embarque. También es el puerto más grande del Magreb y del Norte de África. 